# Meurtre au champagne (téléfilm, 2003)
 (mars 2024).
Si vous disposez d'ouvrages ou d'articles de référence ou si vous connaissez des sites web de qualité traitant du thème abordé ici, merci de compléter l'article en donnant les références utiles à sa vérifiabilité et en les liant à la section « Notes et références ».
Pour les articles homonymes, voir Meurtre au champagne (homonymie).
Pour plus de détails, voir Fiche technique et Distribution.
Meurtre au champagne (Sparkling Cyanide) est un téléfilm britannique réalisé par Tristram Powell, diffusé le 5 octobre 2003 sur ITV au Royaume-Uni. Il est adapté du roman Meurtre au champagne d'Agatha Christie.

## Synopsis
Les époux Reece et Kendall, agents secrets et détectives privés à la retraite, doivent reprendre du service pour élucider la mort de Rosemary Barton.

## Fiche technique
- Titre original : Sparkling Cyanide
- Titre français : Meurtre au champagne
- Réalisation : Tristram Powell
- Scénario : Laura Lamson (en), d'après le roman Meurtre au champagne d'Agatha Christie
- Direction artistique : James Lewis
- Décors : Tim Hutchinson
- Photographie : James Aspinall
- Costumes : Barbara Kidd
- Montage : Don Fairservice
- Musique : John E. Keane
- Production : Suzan Harrison
- Production déléguée : Phil Clymer, George Faber et Charles Pattinson
- Sociétés de production : Company Pictures et Chorion
- Sociétés de distribution : ITV (Royaume-Uni), Elephant Films (France)
- Pays d'origine : Royaume-Uni
- Langue : anglais
- Format : couleur - 35 mm - 1,78:1 - son Dolby SR
- Genre : Téléfilm policier
- Durée : 120 minutes
- Dates de sortie :
  -  Royaume-Uni : 5 octobre 2003
  -  France : 2009

## Distribution
- Pauline Collins : Dr Catherine Kendall
- Oliver Ford Davies : Colonel Geoffrey Reece
- Kenneth Cranham : George Barton
- Jonathan Firth : Mark Drake
- Susan Hampshire : Lucilla Drake
- Clare Holman : Alexandra Farraday
- James Wilby : Stephen Farraday
- Lia Williams : Ruth Lessing
- Rachel Shelley : Rosemary Barton
- Justin Pierre : Carl 'Fizz' Fitzgerald
- Joseph Scatley : Sam Knight
- Richard Clifford : Maitre D'
- Chloe Howman : Iris Marle
- Ruth Platt : Rebecca Knight
- Jack Fortune : Phillip McCain
- Dominic Cooper : Andy Hoffman
- Roger Frost : Henry Barlow